# Карси-Малі
Карси-Малі (пол. Karsy Małe) — село в Польщі, у гміні Пацанув Буського повіту Свентокшиського воєводства.
Населення — 179 осіб (2011).
У 1975-1998 роках село належало до Келецького воєводства.

## Демографія
Демографічна структура на день 31 березня 2011 року:
|          | Загалом | Допрацездатний вік | Працездатний вік | Постпрацездатний вік |
| -------- | ------- | ------------------ | ---------------- | -------------------- |
| Чоловіки | 88      | 15                 | 58               | 15                   |
| Жінки    | 91      | 15                 | 53               | 23                   |
| Разом    | 179     | 30                 | 111              | 38                   |